# Ska (muziek)
Ska is een aan het einde van de jaren vijftig op Jamaica opgekomen muziekstijl die gekenmerkt wordt door zeer nadrukkelijke accenten tussen de tellen van een vierkwartsmaat. Ska is opgewekte dansmuziek. Doordat een hoofdrol is weggelegd voor de koperblazers, wordt ska ook weleens de jazz van Jamaica genoemd. 
De iets langzamere afgeleide van ska heet rocksteady. De nog slomere variant is reggae. In Engeland ontstond rond 1980 een Britse variant op het genre, de zogenaamde Two Toneska, die, onder invloed van de punk, aanmerkelijk energieker en sneller was dan zijn Jamaicaanse voorloper.

## Kenmerken
Het plaatsen van accenten op onbenadrukte delen van een maat, was in stijlen als de rhythm and blues al langer gebruikelijk, maar in de ska gebeurt het veel nadrukkelijker. Diverse instrumenten spelen bijvoorbeeld alleen maar de accenten. Het pulserende effect dat op die manier ontstaat wordt de ska genoemd en als men deze techniek met het juiste gevoel toepast, heet dat skanken (een woord dat binnen de ska dezelfde gevoelswaarde heeft als swingen in de jazz-muziek.)
Aanvankelijk werden deze ska-accenten door de blazers gespeeld. Omdat dat vermoeiend is voor de muzikanten werd later steeds meer gebruikgemaakt van gitaar of toetsen voor het spelen van de ska. 
Met een gitaar is het ska-geluid te bereiken door de neerwaartse slag gedempt te spelen of zelfs de snaren niet te beroeren, waarna op de opwaartse slag het accent wordt gelegd. Mede omdat de hogere tonen als eerste klinken, kenmerkt dit het typische 'ska'-gitaargeluid. Een verschil met de aan de ska verwante rocksteady is dat in die laatste stijl deze gitaartechniek meestal wordt losgelaten. Door de slaghand twee keer zo snel te bewegen, waarbij de 'ska' een neerwaartse slag wordt, wordt het mogelijk om met de aansluitende opwaartse slag een nevenaccent toe te voegen. 

### One drop
Typerend voor de drumpartij is dat de bassdrum niet zoals in de rhythm-and-blues, op de eerste en de derde tel wordt gespeeld maar op de tweede en de vierde, vaak gelijktijdig met de snaredrum. Dit verschijnsel staat bekend als de one drop (het 'wegvallen' van de eerste tel). Skatalites-drummer Lloyd Knibb wordt beschouwd als de pionier van deze drumstijl. Reggaedrummer Carlton Barrett (Bob Marley and the Wailers) was een belangrijke navolger. Hij breidde de stijl uit met syncopische patronen op de snaredrum, die in de skatraditie overigens altijd zeer hoog wordt gestemd.

### Skanken
Dansen op ska-muziek heet, net als het spelen van die muziek, skanken. De basis van de dans is het plaatsen van de tip van de ene voet naast de andere voet om daarna met de hak van de ene voet te gaan staan en de andere voet naar achter te zetten. Deze handeling blijft men herhalen. Deze beweging wordt eventueel afgewisseld met vernuftig voetenwerk. De bewegingen van het bovenlichaam zijn in de loop der jaren wat bescheidener geworden. Op filmbeelden uit de jaren zestig ziet men Jamaicanen bijvoorbeeld nog voorovergebogen heen en weer deinen met de armen gestrekt vooruit. Tegenwoordig skankt men meestal rechtop met de handen vlak bij het lichaam. De groep Madness maakte een variant populair waarin de dansers al skankend een polonaise vormen.

## Geschiedenis

### Wortels
Ska vindt zijn oorsprong op Jamaica waar het aan het einde van de jaren vijftig langzaam aan ontstond als variant op de rhythm-and-blues zoals die destijds in New Orleans werd gespeeld. De muziek van rhythm-and-bluesartiesten als Professor Longhair en Fats Domino was destijds zeer populair op Jamaica. Het publiek maakte kennis met deze klanken door naar de radiostations van New Orleans te luisteren of door sound systems: mobiele geluidsinstallaties waarmee diskjockeys feestjes opluisterden. Jamaicanen die de muziek zelf begonnen te spelen legden steeds meer de nadruk op de afterbeat. In de zang en de arrangementen klonk de invloed van Caraïbische muziekstijlen als de Jamaicaanse mento en de calypso van Trinidad door. Vanaf het moment dat platenproducer Coxsone Dodd en zijn opnamestudio Studio One in Kingston zich intensief met de muziek gingen bemoeien, groeide de ska uit tot de eerste typisch Jamaicaanse muziekstijl.
Via Jamaicaanse immigranten kreeg de muziek ook in Engeland voet aan de grond. Guns of Navarone van the Skatalites was de eerste Jamaicaanse plaat in de Engelse hitparade. In navolging van leden van Jamaicaanse jeugdbendes, de zogeheten 'rudeboys', maten de Britse skafans zich een gemillimeterd kapsel aan. Ze werden skinheads genoemd - destijds de anti-intellectuele, onder jongeren uit de arbeidersklasse populaire tegenhanger van het hippiedom. Sommige, maar lang niet alle, skinheads ontwikkelden zich gedurende de jaren zeventig tot sympathisanten van ultra-rechtse politiek.
In de loop van de jaren zestig kregen Jamaicaanse muzikanten kennelijk de behoefte om steeds langzamer te gaan spelen. Ska ontwikkelde zich hierdoor eerst tot rocksteady, dat jarenlang het favoriete geluid voor tropische zomerhitjes zou blijken, en later tot het aanvankelijk weer iets snellere, maar later nog lomere reggae.

### Two Tone

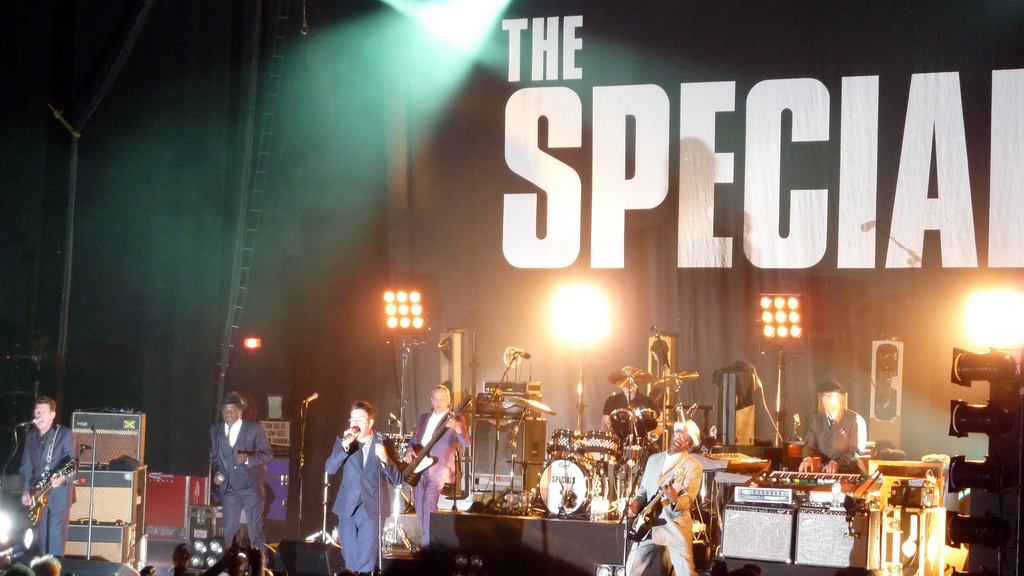
The Specials

Rond 1979 beleefde de ska in Engeland een revival onder aanvoering van de band The Specials. Hierdoor brak skamuziek ook op het Europese vasteland door. Spoedig volgden meerdere Britse groepen, zoals The Selecter, The Beat, Bad Manners en Madness, die de ska combineerde met humoristische en soms politieke teksten.
Britse skabands speelden een soort ska die sneller en puntiger klonk dan de Jamaicaanse ska.
De kleding die bij ska hoorde was beïnvloed door de kleding die Jamaicaanse immigranten in Engeland droegen: gleufhoeden met vaak tweedehandse maar nette herenkleding. Opvallende toevoegingen hieraan, bestonden uit zwart-wit geblokte details, smalle stropdassen, buttons en puntige schoenen met een lage hak. Het geheel had veel weg van de jaren vijftig look met een knipoog. 
De haardracht voor jongens was, onder invloed van de skinheads van de jaren zestig, over het algemeen gemillimeterd of kaalgeschoren. Dit teruggrijpen op het skinhead-modebeeld leidde ertoe dat TwoTone-evenementen steeds vaker uitpakten als verzamelplaats voor een groepering die zich eveneens van het skinhead-imago bediende: jonge rechts-extremisten. Vooral de band Madness (de enige Skagroep die volledig uit blanke muzikanten bestond, zij brachten, als een van de weinigen, hun platen uit onder het label "Stiff Records", een naamsverwijzing naar de wat stijf aandoende ska-muziek, de Britse "stijve" cultuur en de bekende Engelse "stiff upperlip") werd in de beginjaren door dergelijke groepen geclaimd als hun band. Dat deze liefde niet wederzijds was, blijkt al uit het feit dat Madness vernoemd was naar een nummer van de zwarte muzikant Prince Buster en dat hun eerste single 'The Prince' een eerbetoon aan deze ska-pionier is. Ook het platenlabel TwoTone, dat het centrum van de ska-revival vormde, had een uitgesproken anti-racistische achtergrond. Het label werd opgericht door Jerry Dammers: een politiek geëngageerde muzikant, die later onder meer bekend werd als de schrijver van het nummer 'Free Nelson Mandela' en als organisator van 'Rock Against Racism'-evenementen. Toch bleven agressieve rechts-extremisten aansluiting zoeken bij de ska-rage. Hun aanwezigheid bij optredens leidde regelmatig tot ongeregeldheden en was daarmee naast de veranderende tijdgeest (verzakelijking ) een van de oorzaken van de neergang van de moderne ska.
In Nederland werd TwoToneska onder meer gespeeld door de Britse zanger Mark Foggo, die in 1980 een hit had met New Shoes. In de tijd na de TwoTone-rage kwam in Nederland de groep Doe Maar op. Ze verwerkten onder meer ska- en andere Jamaicaanse invloeden in hun muziek. Andere Nederlandse skabands zijn Let's Quit en The Beatbusters.
In Vlaanderen experimenteerden Big Bill en Raymond van het Groenewoud met het genre.
Na 1982 was de TwoTone-rage grotendeels voorbij. De bands ontwikkelden zich in andere richtingen, gingen uit elkaar of leefden voort buiten het blikveld van het grote publiek.
Op Kink FM had Doctor Ska (Hans Plakke) vanaf 1998 een eigen ska-show.

### Derde golf
De ska-revival van de jaren negentig beperkte zich tot vooral de VS. Groepen als Rancid en de Mighty Mighty Bosstones vermengden ska met stevige rockmuziek (vaak punkrock). Evenals de TwoTone-periode gaat het om een rage waarvoor het grote publiek al snel zijn belangstelling verloor, maar die ertoe leidde dat een nieuwe generatie luisteraars kennismaakte met ska. Het bestaan van ska als subcultuur was hiermee wederom voor jaren verzekerd.
Sindsdien bestaan overal in de westerse wereld, natuurlijk in het Caribisch gebied en bijvoorbeeld ook in Japan talrijke skabands, of bands die in hun biografie laten weten dat ze door deze muziekstroming zijn beïnvloed.

## Grote ska-hits

### Wortels
- Simmer Down - Bob Marley and the Wailers (begeleid door the Skatalites). Het succes van dit nummer betekende de doorbraak van ska op Jamaica.
- Guns of Navarone - The Skatalites. De eerste ska-hit in het Verenigd Koninkrijk.
- Al Capone en Dance Cleopatra dance - Prince Buster (het thema uit het eerste nummer werd later uitgebreid geciteerd in Gangsters van The Specials, de tweede ska-hit in Nederland).
- One step beyond - Prince Buster (later opnieuw populair gemaakt door Madness).
- A Message to You, Rudy - Dandy Livingstone (later opnieuw tot hit gemaakt door The Specials (feat. Rico)). (Strikt genomen is dit een voorbeeld van Rocksteady, maar in de tijd van The Specials werd dat onderscheid nauwelijks gemaakt.)

### 2 Tone
- Ghost Town - The Specials
- Too much too young - The Specials
- On my Radio - The Selecter
- Hands off... she's mine - The Beat
- Can can - Bad Manners
- Night Boat to Cairo - Madness
- Our House - Madness

## Skabands
Enkele skabands met een artikel op Wikipedia:
- Bad Manners
- Bazzookas
- The Beat
- Beef
- The Bodysnatchers
- Doe Maar
- Goldfinger
- De Hardheid
- Less Than Jake
- Mad Caddies
- Madness
- Mimi Maura
- Mr.Review
- The Palookas
- The Police
- Reel Big Fish
- Ska-P
- The Skatalites
- The Specials
- The Toasters
- Streetlight Manifesto
- Tokyo Ska Paradise Orchestra
- Will and the People
- The Interrupters